# Atractus insipidus
Atractus insipidus este o specie de șerpi din genul Atractus, familia Colubridae, descrisă de Roze 1961. Conform Catalogue of Life specia Atractus insipidus nu are subspecii cunoscute.